# Думаска
Думаска (рум. Dumasca) — село у повіті Васлуй в Румунії. Входить до складу комуни Текута.
Село розташоване на відстані 303 км на північний схід від Бухареста, 31 км на північ від Васлуя, 27 км на південь від Ясс.

## Населення
Станом на 1 грудня 2021 року населення складало 246 осіб.
За даними перепису населення 2002 року у селі проживали 429 осіб.
Національний склад населення села:
| Національність   | Кількість осіб | Відсоток |
| ---------------- | -------------- | -------- |
| румуни           | 351            | 81,8%    |
| росіяни-липовани | 78             | 18,2%    |

Рідною мовою назвали:
| Мова      | Кількість осіб | Відсоток |
| --------- | -------------- | -------- |
| румунська | 351            | 81,8%    |
| російська | 78             | 18,2%    |